# Heteroconis nigripennis
Heteroconis nigripennis är en insektsart som beskrevs av Meinander 1969. Heteroconis nigripennis ingår i släktet Heteroconis och familjen vaxsländor. Inga underarter finns listade i Catalogue of Life.